# Alchemilla acropsila
Alchemilla acropsila är en rosväxtart som beskrevs av Werner Hugo Paul Rothmaler. Alchemilla acropsila ingår i släktet daggkåpor, och familjen rosväxter. Inga underarter finns listade i Catalogue of Life.